# Качка-лопатоніс (рід)
Качка-лопатоніс (Malacorhynchus ) — рід водних птахів родини качкових (Anatidae). Він містить один існуючий вид та один вимерлий вид.

## Види
- Malacorhynchus membranaceus. Сучасний вид, поширений в Австралії.
- †Malacorhynchus scarletti. Мешкав у Новій Зеландії, вимер у 15 столітті.